# Pedro Espinha
Pedro Manuel Espinha Ferreira OM • ComM (Lisboa, 25 de setembro de 1965) é um ex-futebolista português.

## Carreira em clubes
Espinha se destacou com a camisa do Vitória de Guimarães, onde atuou de 1997 a 2000. Também teve uma passagem bem-sucedida pelo Belenenses, entre 1989 e 1994.
Passou também por Cova da Piedade, Académica, Sacavenense, Salgueiros, Porto e Vitória de Setúbal. Encerrou a carreira aos 37 anos.

## Seleção
Espinha foi integrante da Seleção Portuguesa de Futebol, tendo participado da Eurocopa de 2000.
Foi reserva de Vítor Baía durante o torneio, mas, com a equipe das Quinas já classificada para a próxima fase, foi escalado para o jogo contra a Alemanha que os portugueses ganharam por 3-0.
A 6 de setembro de 2011, foi agraciado com o grau de Oficial da Ordem do Mérito. A 31 de julho de 2018, foi agraciado com o grau de Comendador da Ordem do Mérito.